# Kooikerhondje
Het kooikerhondje, ook wel kooiker of kooikertje genoemd, is een oorspronkelijk Nederlands, sinds 1966 officieel erkend, hondenras. Kooikerhonden houden van spelen en water. Ze zijn geschikt als gezelschapshond.

## Geschiedenis
Het kooikerhondje is een oud Nederlands ras. Op schilderijen uit de 17de eeuw, zoals van Jan Steen, zijn vaak hondjes te zien die veel lijken op een kooikerhondje. Ook in de 18de en 19de eeuw zijn op familieportretten vaak kooikerhondjes te zien.
Geschiedenisschrijver Pieter Hooft schreef in zijn Nederlandsche Historien dat in 1572 het leven van Willem van Oranje gered was doordat een kooikerhondje aan zijn legertent bij Hermigny krabde. Van Oranje zou daardoor wakker zijn geworden en kon zo ontsnappen aan Spaanse overvallers.
Het gebruik als werkhond in eendenkooien is al eeuwen oud. Doordat het aantal eendenkooien aan het begin van de 20e eeuw sterk daalde, dreigde het kooikerhondje te verdwijnen. Baronesse van Hardenbroek van Ammerstol heeft in de jaren 1950 veel gedaan om het bijna uitgestorven, typische hondje te behouden. Sinds 1966 is het officieel een ras.

## Uiterlijk
Het kooikertje heeft een schofthoogte van 35 tot 42 cm, een middellange witte vacht met roodbruine platen en een grote pluimstaart, met vaak bruine pluimen en een zwarte ring. Aan de punten van de oren bevinden zich zwarte haren, de zogenaamde oorbellen. De ogen zijn donkerbruin en amandelvormig. Een reu weegt tussen de 10 en 15 kg en een teef van 9 tot 11 kg.

## Kenmerken
Kooikerhondjes zijn van nature actieve werkhonden, ze zijn waaks en eenkennig. De dieren hechten zich sterk aan een bepaalde persoon of groep. Als er eenmaal een band is, is die voor het leven.

## Werk
In vroeger jaren werd de hond ingezet in de eendenkooi en hielp de kooiker met zijn grote pluimstaart met het binnenlokken van eenden. Er zijn nog maar weinig in bedrijf zijnde eendenkooien in Nederland. Ter vervanging van het kooiwerk kunnen de dieren goed getraind worden in apporteren en behendigheid.

## Rasstandaard (FCI 13.10.2010)
- Hoofd: Het hoofd is matig lang, passend in het totaalbeeld, droog en vloeiend belijnd.
- Schedelgedeelte: 
  - Schedel: Voldoende breed, matig gewelfd.
  - Stop: Van opzij gezien duidelijk zichtbaar maar niet te diep.
- Voorsnuitgedeelte:
  - Neus: Zwart en goed ontwikkeld.
  - Voorsnuit: Van opzij gezien niet te diep en licht wigvormig; van boven gezien niet te smal toelopend en goed opgevuld onder de ogen.
  - Lippen: Bij voorkeur goed gepigmenteerd, goed aansluitend en niet overhangend.
  - Kaken / gebit: Schaargebit; compleet is gewenst. Tanggebit is toegestaan, maar minder gewenst.
  - Ogen: Amandelvormig, donkerbruin met een vriendelijke, attente uitdrukking.
  - Oren: Matig groot, aanzetting iets boven de lijn van de punt van de neus tot de ooghoek. De oren worden vlak, zonder vouw tegen de wangen gedragen. Goed bevederd; zwarte haarpunten (de oorbellen) zijn zeer gewenst.
- Hals: Krachtig gespierd, voldoende lang en droog.
- Lichaam:
  - Bovenbelijning: Vloeiende lijn van de schoft tot de staart.
  - Rug: Krachtig en recht, vrij kort.
  - Lendenen: Van voldoende lengte en breedte, krachtig gespierd.
  - Bekken: Licht hellend en voldoende breed; de lengte van het bekken is anderhalf maal de breedte.
  - Borst: Reikt tot aan de ellebogen met voldoende gewelfde ribben. Voldoende ontwikkelde voorborst.
  - Onderbelijning en buik: Licht oplopend naar de lendenpartij.
- Staart: Bij de aanzet de bovenbelijning van het lichaam volgend, in het verlengde van de bovenbelijning gedragen of bijna verticaal omhoog (vrolijk). Goed bevederd met een witte pluim. De laatste staartwervel moet tot het spronggewricht reiken.
- Ledematen:
  - Voorhand:
    - Schouder: Schouder voldoende schuin zodat een vloeiende overgang van hals naar rug wordt verkregen.
    - Opperarm: Goed gehoekt ten opzichte van het schouderblad dat van gelijke lengte is.
    - Elleboog: Goed aansluitend tegen het lichaam.
    - Onderbeen: Recht en parallel, stevig bot van voldoende sterkte en lengte.
    - Middenvoet: Sterk en iets schuin.
    - Voorvoeten: Klein, licht ovaal, compact met goed aangesloten tenen die naar voren wijzen.

  - Achterhand:
    - Algemeen voorkomen: Goed gehoekt, van achteren gezien recht en parallel. Stevig bot.
    - Dijbeen: Goed gespierd.
    - Onderbeen: Van gelijke lengte als het dijbeen.
    - Spronggewricht: Laaggeplaatst.
    - Achtervoeten: Als voorvoeten.
- Gangwerk / beweging: Moet vloeiend en elastisch zijn, goed uitgrijpend, stuwend. Ledematen parallel.
- Vacht:
  - Beharing: middelmatig lang, licht golvend of sluik en glad aanliggend. Zacht haar. Goed ontwikkelde ondervacht. Voorbenen moeten matige bevedering hebben die reikt tot het polsgewricht. Achterbenen hebben een vrij langbehaarde broek; onder het spronggewricht geen bevedering. De beharing op het hoofd, de voorkant van de benen en voeten dient kort te zijn. Voldoende bevedering aan de onderzijde van de staart. Langer haar op de keel en voorborst. Oorbellen (lange zwarte haarpunten) zijn zeer gewenst.
  - Kleur: duidelijke platen van oranje-rode kleur op zuiver wit, hoewel enkele kleine vlekjes op de benen toegestaan zijn. De oranje-rode kleur moet overwegen. Iets zwart doorschoten zijn van de oranje-rode kleur en een lichte vorm van ticking zijn toegestaan, maar minder gewenst. Aftekening op het hoofd: een duidelijk zichtbare bles die tot aan de neus doorloopt. Gekleurde wangen en gekleurd rond de ogen. Een te smalle of te brede bles of maar gedeeltelijk gekleurde wangen zijn minder gewenst. Een zwarte staartring bij de overgang van oranje-rood naar wit is toegestaan.
- Maat, ideale schofthoogte:
  - Reuen: 40 cm
  - Teven: 38 cm
  - Marge: 2 cm boven of 3 cm onder de ideale maten zijn toegestaan.